# Arianta hessei
Arianta hessei is een slakkensoort uit de familie van de Helicidae. De wetenschappelijke naam van de soort is voor het eerst geldig gepubliceerd in 1883 door M. von Kimakowicz.
Deze soort komt enkel voor in het Bucegigebergte in Roemenië, meer bepaald in het nationaal park Parcul Natural Bucegi.